# Osmia rhodognatha
Osmia rhodognatha är en biart som beskrevs av Cockerell 1932. Osmia rhodognatha ingår i släktet murarbin, och familjen buksamlarbin. Inga underarter finns listade i Catalogue of Life.